# Episodi di Un caso per due (prima stagione)
La prima stagione della serie televisiva tedesca Un caso per due, composta da 5 episodi, è andata in onda sul canale ZDF dall'11 settembre 1981 al 18 dicembre 1981.
| nº | Titolo originale       | Titolo italiano     | Prima TV Germania | Prima TV Italia |
| -- | ---------------------- | ------------------- | ----------------- | --------------- |
| 1  | Die große Schwester    | La sorella maggiore | 11 settembre 1981 | 8 luglio 1986   |
| 2  | Fuchsjagd              | Caccia alla volpe   | 25 settembre 1981 | 11 luglio 1986  |
| 3  | Das Haus in Frankreich | La villa in Francia | 23 ottobre 1981   | 25 luglio 1986  |
| 4  | Todfreunde             | Amici per la pelle  | 20 novembre 1981  | 30 giugno 1986  |
| 5  | Der Erbe               | L'erede             | 18 dicembre 1981  | 8 luglio 1986   |

## La sorella maggiore
- Titolo originale: Die große Schwester
- Diretto da: Wolfgang Storch
- Scritto da: Karl Heinz Willschrei
- Interpreti: Günter Strack - Dr. Renz, Claus Theo Gärtner - Matula, Daniela Ziegler - Laura Schneider, Michael Drescher-Stierhofer - Paul Schneider, Eva Pflug - giudice, Anfried Krämer - giudice, Rolf Beuckert - giudice, Hans-Jörg Assmann - procuratore, Klaus Götte - procuratore, Ludwig Haas - Wunderlich, Raidar Müller-Elmau - poliziotto, Dietmar Köppel - poliziotto, Christian Hoening - poliziotto, Hubertus Petroll - poliziotto, Axel Ganz - poliziotto, Edith Beck, Rainer Hildebrandt, Hans Jürgen Krützfeld

### Trama
Matula, ancora poliziotto, viene coinvolto sentimentalmente da una donna, sorella di un giovane ladro; il giovane è a processo proprio con la testimonianza di Matula.

### Colonna sonora
- Shirley Bassey, Something
- Dionne Warwick, Didn't We, Little Green Apples

## Caccia alla volpe
- Titolo originale: Fuchsjagd
- Diretto da: Reinhard Schwabenitzky
- Scritto da: Plym Pahl e Enno Hollrath
- Interpreti: Günter Strack - Dr. Renz, Claus Theo Gärtner - Matula, Manfred Bender, Gert Burkard - Dr. Stabolischinski, Hannelore Cremer - Charlotte Brinkstedt, Dirk Galuba - Dr. Müller-Adorni, Michael Gempart - Wilhelm Hespe, Albert Kitzl - Gigi Dinica, Karl Heinz Lemmer, Kerstin Löhde - Angela Brinkstedt, Dietmar Schönherr - Claus Brinkstedt, Henry van Lyck - Dr. Schultzen, Joachim Wichmann - Dr. Rasch

### Trama
Un cacciatore uccide due cani mentre passeggiano con la padrona e il figli di lei. Matula si metterà sule tracce del colpevole.

## La villa in Francia
- Titolo originale: Das Haus in Frankreich
- Diretto da: Hans-Jürgen Tögel
- Scritto da: Karl Heinz Willschrei
- Interpreti: Günter Strack - Dr. Renz, Claus Theo Gärtner - Matula, Wernher Buck, Kurt Conradi - Herr Brokhoff, Hanns Franken - giudice, Gottfried Herbe - Dr. Winkler, Jochen Nix, Gerhard Retschy - Groß, Ingeborg Rueppel - Fräulein Schultes, Barbara Rütting - Birgit Weißenborn, Erik Schumann - Alf Weißenborn, Ute Uellmer - Frau Brokhoff, Karl Heinz Vosgerau - Konrad Weißenborn, Margit Wolf

### Trama
Un apparente affare immobiliare in Francia nasconde un'esportazione di denaro.

## Amici per la pelle
- Titolo originale: Todfreunde
- Diretto da: Michael Braun
- Scritto da: Karl Heinz Willschrei
- Interpreti: Günter Strack - Dr. Renz, Claus Theo Gärtner - Matula, Brigitte Grothum - procuratrice, Liane Hielscher - Iris Berns, Hans Häckermann - Horst Senftleben, Peter Nassauer - Hirsch, Alexander Radszun - Armin Fest, Wolf Richards - giudice, Siemen Rühaak - Lutz Hegart, Erwin Scherschel - Otto Wilke, Dieter Schaad - ospite

### Trama
Durante una cena l'avvocato Renz riceve una visita di una persona che dice di aver ucciso la sua donna.

## L'erede
- Titolo originale: Der Erbe
- Diretto da: Ludwig Cremer
- Scritto da: Karl Heinz Willschrei
- Interpreti: Günter Strack - Dr. Renz, Claus Theo Gärtner - Matula, Hans Brenner - Otto Czerni, Peter Böhlke,  Helmut Ehmig - Küppers, Ida Ehre - Sophie Franke, Elisabeth Goebel - Anna Czerni, Herlinde Latzko - Irene Braun, Madeleine Lienhard, Friedrich Metz - Kellner, Christian Quadflieg - Jason Franke, Renate Reger - Madeleine Schneider, Dieter Schaad - Lehrer, Karl-Heinz Staudenmeyer - Hausverwalter

### Trama
Una persona ritorna dal passato presentandosi come erede di una grossa famiglia. In realtà è un impostore che ha preso l'identità del vero erede, oramai morto da anni all'estero.